# حصن المدور
حصن المدوّر (بالإسبانية: Castillo de Almodóvar del Río)‏ هو قلعة أندلسية أنشأها المسلمون سنة 760 م في موقع حصن روماني قديم ببلدة المدور بمقاطعة قرطبة الإسبانية. تقع على الضفة اليسرى لنهر الوادي الكبير، على بُعد 24 كيلومترًا من مدينة قرطبة. سقطت بلدة المدور وحصنها نهائيًا في يد الإسبان سنة 634 هـ/1237 م.
خضع حصن المدور لعدة عمليات تجديد وترميم في العصور الوسطى، كما جددها مالكها الكونت رفائيل ديماسييه بين عامي 1901 و1936، بمعاونة هندسية من المعماري أدولفو فرنانديث كازانوفا.

## معرض الصور

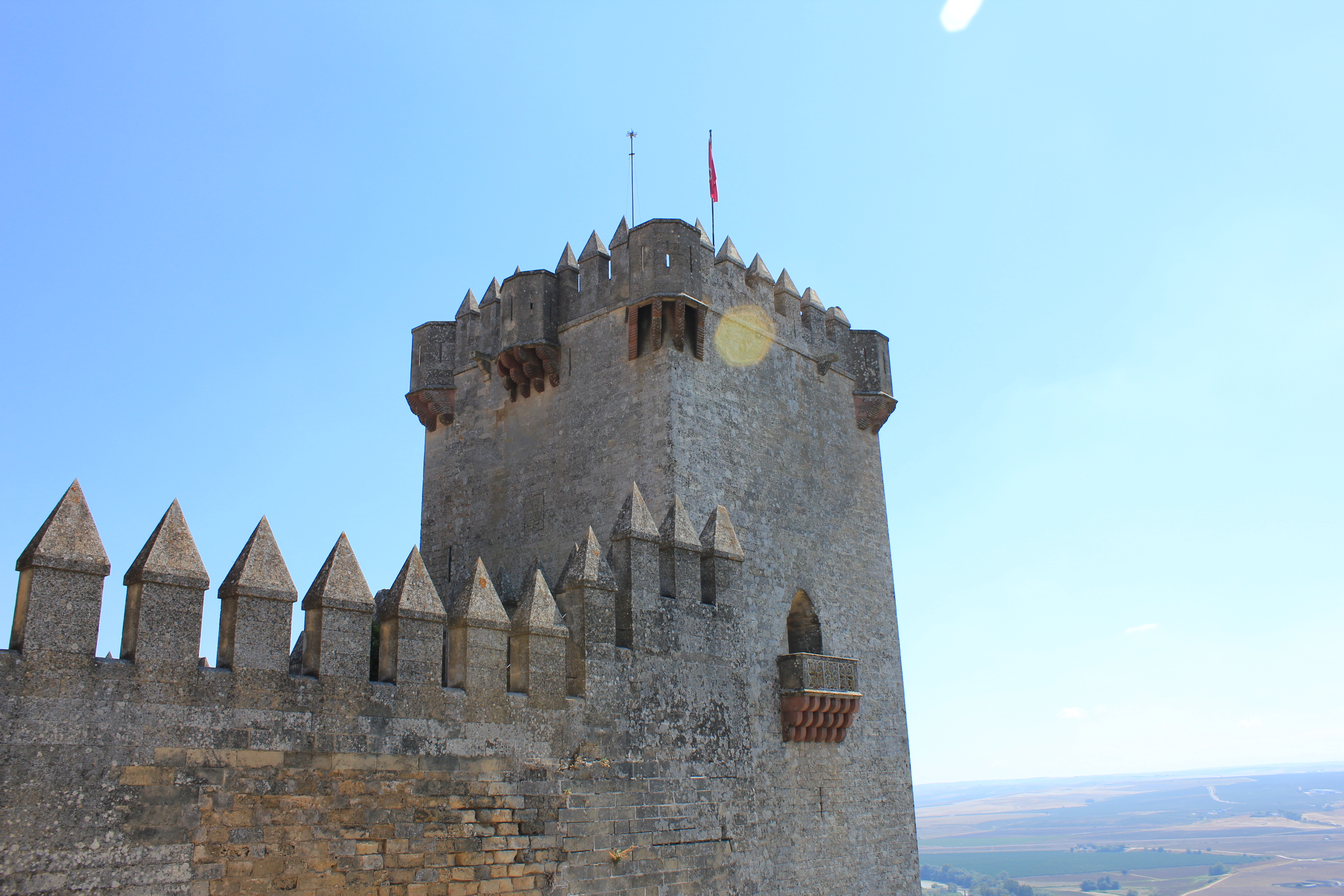
البرج
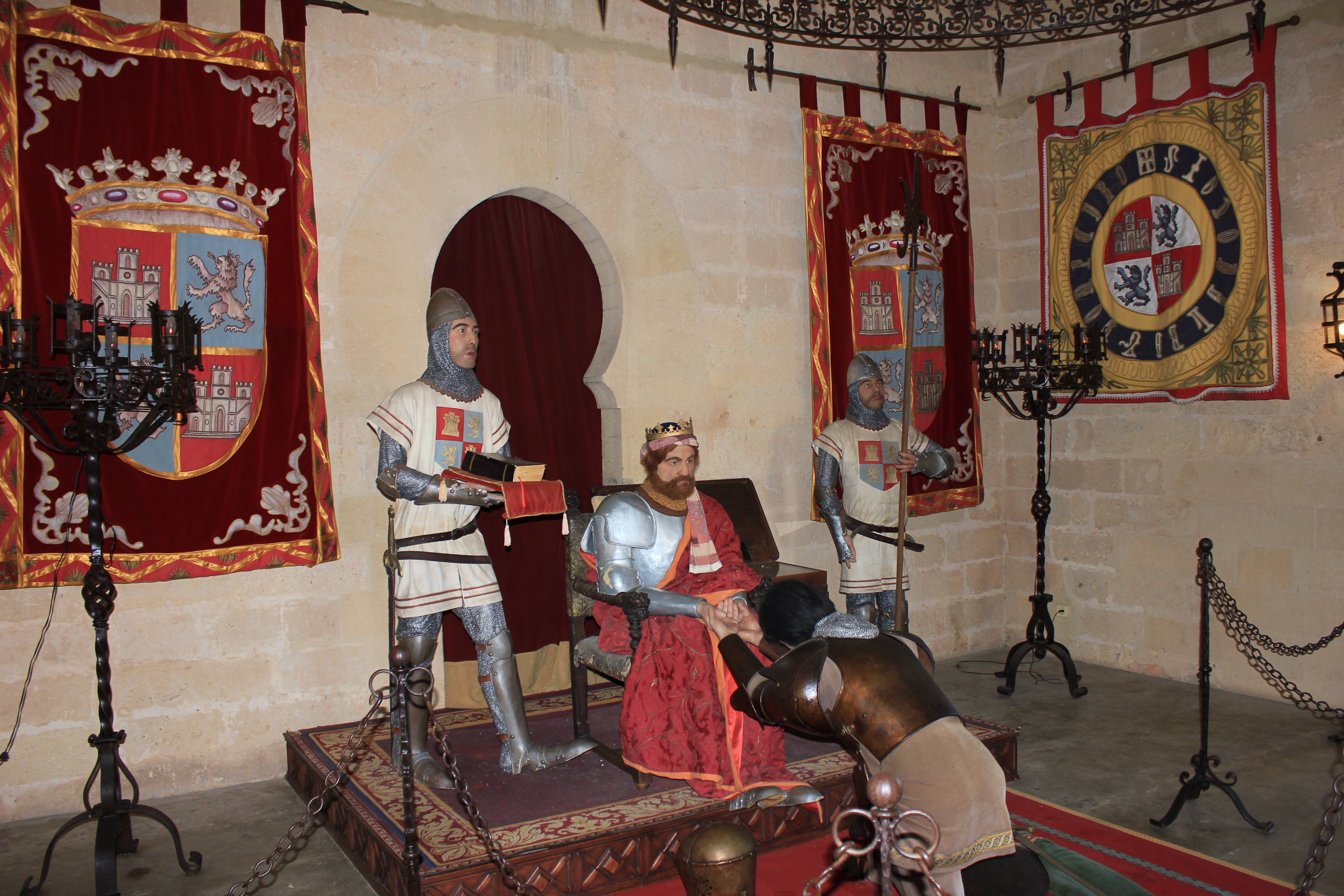
قاعة الملك
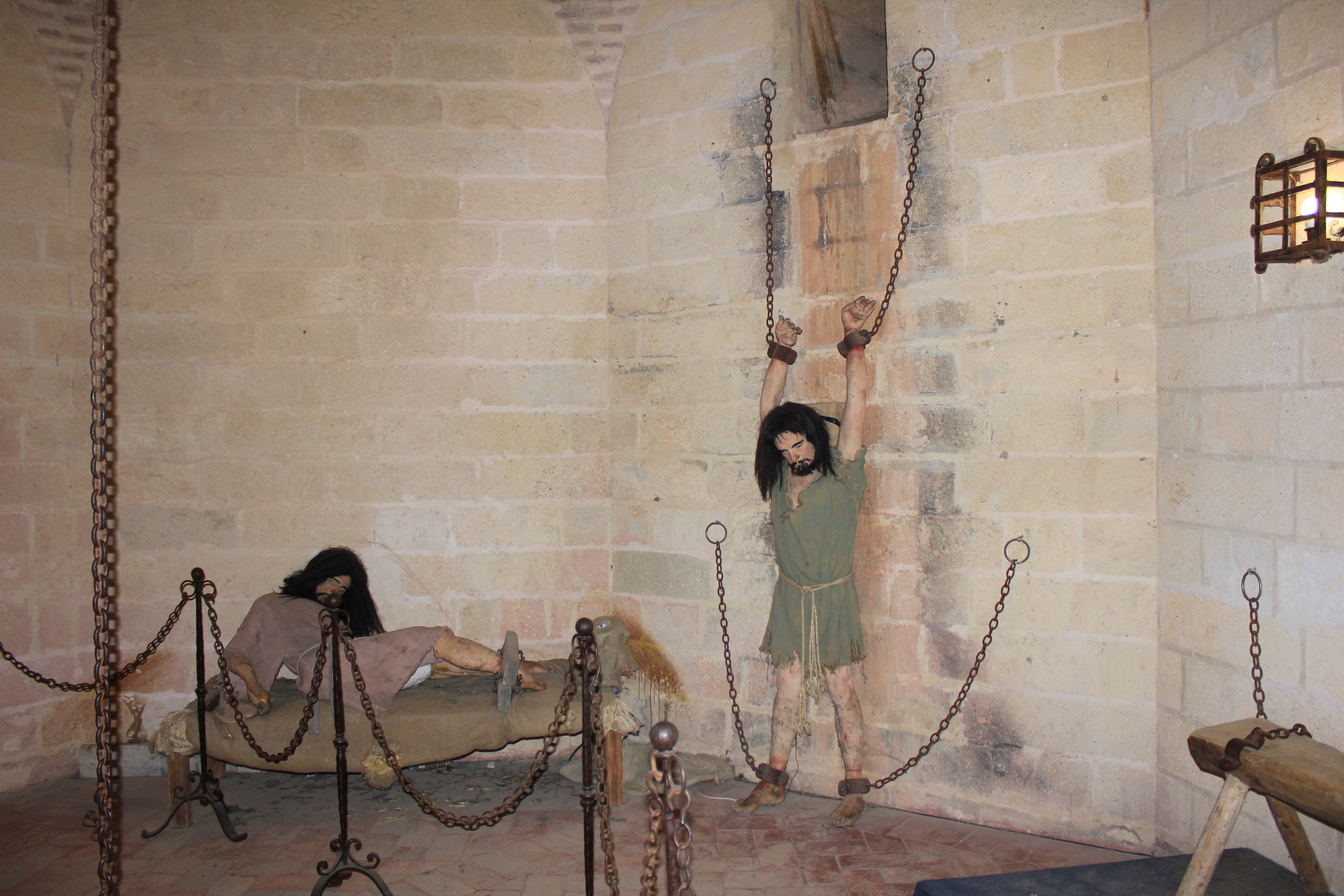
حجرة التعذيب
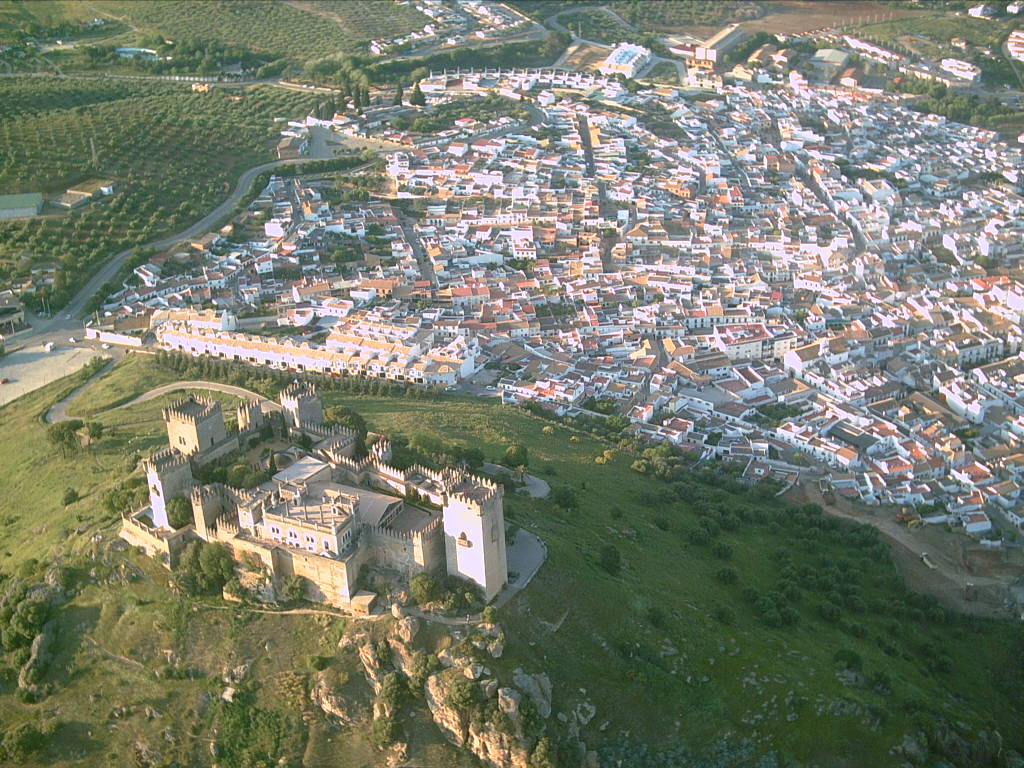
منظر جوي لمدينة المدور وحصنها

## وصلات خارجية
- الموقع الرسمي (بالإسبانية)